# Хосеп Гуардиола
Хосеп Гуардиола и Сала (на каталонски: Josep Guardiola i Sala, правилно произношение: Жозеп Гуардиола), известен и с краткото Пеп Гуардиола, роден на 18 януари 1971 година в Сантпедор (Каталуния, Испания), е бивш испански футболист и настоящ старши треньор на Манчестър Сити . Като футболист прекарва по-голямата част от професионалната си кариера в Барселона. След прекратяване на състезателната си кариера застава начело първо на дублиращия отбор, а впоследствие и на представителния отбор на Барселона.

## Биография
Гуардиола е юноша на Барселона, като играе за отбора в периода от 1990 до 2001 година. За целия си престой в каталунския гранд Пеп изиграва общо 379 мача във всички турнири (само в Примера дивисион той записва 263 мача и 6 гола). Прави дебюта си в испанското първенство на 16 декември 1990 година в победата с 2:0 срещу Кадис. Играейки като дефанзивен полузащитник, Гуардиола става основна част от „Дрийм тима“ на Йохан Кройф. В своята кариера на Камп Ноу Пеп печели шест титли на Испания и Купата на европейските шампиони през 1992 година (победа срещу Сампдория във финала). Под ръководството на Боби Робсън халфът завоюва и Купата на носителите на национални купи през 1997. През същата година Гуардиола наследява капитанската лента от Хосе Мари Бакеро. Последния си мач в Ла Лига полузащитникът записва на 17 юни 2001 година (Барса побеждава на Камп Ноу Валенсия с 3:2).
След напускането си на Испания играчът преминава последователно през отборите на Бреша (2001 – 2002; 11 мача и 2 гола), Рома (2002 – 2003; 4 мача), Ал Ахли (2003 – 2005; 18 мача и 2 попадения). Легендата на Барса приключва кариерата си в мексиканския Дорадос де Синалоа през 2006 година (10 мача и 1 гол).
По време на престоя си в Италия Гуардиола дава положителна проба за нандролон и му е наложена четиримесечна забрана за игра. В крайна сметка на 23 октомври 2007 г. той е оправдан по всички обвинения от съда. След всичко това Гуардиола отказва коментар, като единственото, което казва, е „няма значение, съдът ме оправда“.

### Национален отбор
С националния отбор на Испания Пеп прави дебюта си през 1992 година. До 2001 г. записва 47 участия и 5 гола с фланелката на „Ла Фурия Еспаньола“. Гуардиола участва в Олимпийските игри през 1992 г., проведени в Барселона (златен медал), на Световното първенство през 1994 г. в САЩ (1/4 финал) и „Евро 2000“ в Белгия и Холандия (1/4 финал).

### Барселона (2008 – 2012)
Тогавашният президент на ФК Барселона Жоан Лапорта обявява, че Пеп ще наследи Франк Рийкард на поста старши треньор на първия отбор. Гуардиола подписва договора си на 5 юни 2008. Треньорската си кариера Гуардиола започва на 21 юни 2007, когато е назначен за наставник на ФК Барселона Б. Под негово ръководство вторият тим на „каталунците“ влиза в Сегунда дивисион „Б“ (третото ниво на испанския футбол).
Като треньор на Барселона, Пеп се превръща в идол на всички каталунци. Той печели три поредни шампионски титли на Испания (2009, 2010, 2011), два пъти Купата на краля (2009, 2012), три пъти Суперкупа на Испания (2009, 2010, 2011), два пъти Шампионска лига (2009 и 2011), два пъти Суперкупа на Европа (2009 и 2011), както и два пъти Световно клубно първенство (2009 и 2011). Под негово ръководство отборът на Барселона печели и някои от най-изразителните си победи срещу вечния враг Реал Мадрид – 5:0 през 2010 на „Камп Ноу“, както и запомнящото се 6:2 насред „Естадио Сантяго Бернабеу“ през 2009 г.
Неслучайно на базата на всички тези успехи специалистите коментират, че Барселона на Гуардиола е надминал „Дрийм тийм“-а на Йохан Кройф. Кариерата му в Барселона приключва на 27 април 2012, когато казва: „Прецених, че вече не мога да давам това, което се иска от мен на футболистите и затова е по-добре да напусна“.

### Сезон 2013/14
На 16 януари 2013 г. е обявено, че Гуардиола ще поеме като мениджър германския шампион Байерн Мюнхен след сезон 2012 – 13 като наследник на Юп Хайнкес. Той се появи на първата си пресконференция като мениджър на Байерн на 24 юни 2013 г., с впечатляващ немски, а първата си тренировка проведе два дни по-късно. Първият му официален мач е за Суперкупата на Германия срещу Борусия Дортмунд, когато Байерн губи с 2 – 4. Първият му трофей с Байерн е Суперкупата на Европа през 2013 г., побеждавайки своя дългогодишен противник Жозе Моуриньо, който току-що се бе върнал като треньор на Челси. В редовното време двата отбора завършват при резултат 1:1, а в последващите продължения по 15 минути „баварците“ и „лондончани“ си отбелязват по още едно попадение – 2:2. Стига се до изпълнение на 11-метрови наказателни удари, а Мануел Нойер хваща дузпа на Ромелу Лукаку, заради която Байерн бие и печели четвърти трофей за 2013 г.
През Декември 2013 г., Гуардиола печели своята трета Световна клубна титла, след като Байерн побеждава Раджа Казабланка (Мароко). На 25 март 2014 г. той ръководи Байерн за спечелването на 23-тата титла в Бундеслигата след победа над Херта с 3 – 1 като гост. Със седем мача, оставащи до края на сезона, това бе най-ранното спечелване на шампионата в историята на Бундеслигата. Разбира се, баварците счупиха рекорда на Юп Хайнкес, който самите те бяха поставили в предишния сезон. Гуардиола строши рекорд и на Карл-Хайнц Фелдкамп за най-дълга печеливша серия от мандата си в клуб от Бундеслигата. Фелдкамп е непобеден в първите си 14 мача с ФК Кайзерслаутерн през сезон 1978 – 79, а серията на Пептим завършва на 28 срещи, когато ФК Аугсбург побеждава Байерн с 1:0 през Април 2014. Един от тези 28 двубоя без поражение на Байерн на Пеп е разгромът срещу ФФЛ Волфсбург с 6:1 на „Фолксваген-Арена“.
В Шампионска лига Пеп и неговия Байерн успяват да достигнат до фазата на 1/2-финалите, където биват елиминирани от испанския Реал Мадрид, пропускайки шанса да станат първия отбор, печелил турнира в две поредни години. Все пак капитанът на Байерн Филип Лам защити своя наставник на пресконференция след отпадането, като призна, че отговорността за провала е изцяло на футболистите. И въпреки това, на 17 май 2014 „баварците“ пречупват големия съперник Борусия Дортмунд във финала за Купата на Германия, като по този начин Пеп става част от един от най-добрите сезони в историята на мюнхенския колос. Байерн печели златен дубъл и като се има предвид, че никой отбор не е успявал да дублира трофея си от Шампионска лига, то сезонът на „баварците“ е успешен.

### Сезон 2014/15
След повече от сполучливия сезон 2013/14, Хосеп Гуардиола стартира кампанията 2014/15 с редуциран състав, тъй като основните му футболисти са по ваканции след Световното първенство в Бразилия. В първия официален двубой на Байерн за сезона, този за Суперкупата на Германия на 13 август 2014, Гуардиола пуска футболисти, които рядко получават шансове за изява, а неговият Байерн закономерно е сразен с 2:0. Броени дни по-късно Пеп купува Чаби Алонсо от Реал Мадрид като временен вариант след продажбата на Тони Кроос. Световният шампион от ЮАР2010 обаче щеше да се окаже константна част от състава на треньора. Няколко месеца след това италианският Рома получава звучен шамар от Пептим в груповия етап на Шампионска лига, след като насред „Стадио Олимпико“ бива унизен с 1:7 след доста неуспешен опит да се надиграва с „баварците“. През този сезон Байерн записва още една смазваща победа над европейски гранд, този път срещу Порто с 6:1 в 1/4-финалната фаза на турнира, след като преди това губи първата среща. Жребият за 1/2-финалите на надпреварата отрежда Гуардиола да се върне на стадиона, на който изгря звездата му и като футболист, и като треньор, а именно „Камп Ноу“. ФК Барселона е предпоследното препятствие за неговия Байерн, което обаче се оказва непосилно за преодоляване. Завръщането на Пеп на най-голямата футболна арена в Европа се превръща в кошмар и Байерн е разбит с 0:3. На реванша в Мюнхен Пеп опитва всичко, но тимът му стига само до престижна победа с 3:2 и по този начин отпада с общ резултат 3:5.
Гуардиола обаче донася на Байерн 25-а титла в Бундеслигата четири кръга преди края на сезона, след като Волфсбург губи с 0:1 от Борусия Мьонхенгладбах, а незабавно шефовете на Байерн му предлагат и нов договор, върху който Пеп обявява, че ще помисли през следващата кампания. Предстоеше да разберем дали испанецът щеше да потърси ново предизвикателство или щеше да преподпише с баварския гранд.
За Купата на Германия Байерн и Гуардиола отпадат злощастно на 1/2-финал от Борусия Дортмунд след изпълнение на дузпи, въпреки че през почти целия двубой контролират събитията на терена, а самият Пеп признава на брифинга след това, че този мач е най-силният на Байерн срещу „миньорите“, откакто е на кормилото на немския първенец.
Така Байерн Мюнхен завършва сезона само с един трофей, а кадровите проблеми, с които трябва да се справя наставникът, също изиграват своята роля.

### Сезон 2015/16
Сезон 2015/16 започва с огромни надежди за Пеп и баварските фенове. Байерн прегазва всичко наред през първия полусезон, помитайки първокласни отбори като Борусия Дортмунд, ФФЛ Волфсбург и Арсенал с по 5:1, а Гуардиола залага на микс от директен футбол плюс стандартното за него „тики-така“. Играта на Пептим върви по мед и масло, докато не заваляват контузиите, от които страдаше отборът и в първите два сезона на неговия режим. Междувременно ръководството на „баварците“ дават мило и драго, за да задържат Гуардиола, предлагайки му 24 млн. на сезон, но специалистът решава да се впусне във водите на английската Висша лига и отклонява съблазнителната оферта на шефовете си. По-късно става ясно, че Манчестър Сити е неговият нов отбор от следващия сезон. Преди това обаче Пеп има още работа за вършене в Байерн, а Шампионска лига стоеше на дневен ред като цел. Там Пеп и футболистите му се справят последователно с Ювентус и Бенфика, но испанската прокоба отново го застига на 1/2-финалите, когато Байерн отпада от Атлетико Мадрид след по-малко голове на чужд терен, въпреки че в 3 от 4-те полувремена доминира тотално.
В първенството на Германия няма изненади и Пеп грабва Сребърната салатиера за трети път – 3 от 3 за него в Бундеслигата. Байерн си гарантира математически титлата след победа като гост на Инголщадт с 2:1, а след края на последния двубой от шампионата срещу Хановер 96 шефът на клуба Карл-Хайнц Румениге връчва на Гуардиола награда за 3000 евро – специално изготвена фигура на клубния талисман Берни в знак на благодарност за трите прекрасни години, прекарани в партньорство с него.
Седмица по-късно идва време за последния официален мач на Пеп начело на Байерн – финалът за Купата на Германия срещу Борусия Дортмунд. На „Олимпийския стадион“ в Берлин двата отбора не успяват да си вкарат гол за 120 минути и се стига до дузпи, в които „баварците“ се оказват по-решителни и побеждават с 4:3.
Така сезонът на Байерн завършва с два трофея, като дубълът е втори за Хосеп Гуардиола за тригодишния му престой в Мюнхен. Иначе Пеп завоюва общо 7 титли по време на господството си на „Алианц Арена“, превръщайки се по този начин в един от най-големите треньори в историята на клуба.

### Манчестър Сити
На 1 февруари 2016 г. всички световни медии обявяват, че от лятото Пеп Гуардиола ще бъде мениджър на Манчестър Сити. Договорът на каталунския специалист е за срок от 3 години. На 5 юли 2016 той провежда първа тренировка с новия си отбор. Три дни по-късно Пеп говори на първата си пресконференция, заявявайки, че ще се опита да наложи визията си за играта на още едно място. Дебютът му във Висшата лига е в двубой срещу АФК Съндърланд, а Манчестър Сити успява да надделее с 2:1 – походът на Пеп към титлата започва с победа.

## Успехи
Като футболист
ФК Барселона
- Шампион на Испания (6): 1990/91, 1991/92, 1992/93, 1993/94, 1997/98, 1998/99
- Кралска купа (2): 1996/97 1997/98
- Испанската Супер Купа (4): 1992, 1993, 1995, 1997
- Европейската купа (1): 1991/92
- Купа на носителите на купа (1): 1996/97
- Супер Купа (2): 1992, 1997

Испания национален отбор:
- Олимпийски шампион през 1992 г.

Като треньор
ФК Барселона
- Шампион на Испания (3): 2008/09, 2009/10, 2010/11
- Победител в Кралската купа (2): 2008/09, 2011/12
- Финалист за Кралската купа (1): 2010/11
- Победител в Шампионската лига (2): 2008/09, 2010/11
- Победител в Суперкупата на Испания (3): 2009, 2010, 2011
- Победител в Суперкупата на УЕФА (2): 2009, 2011
- Победител на Световното клубно първенство (2): 2009, 2011
- Най-добър треньор на клуб в света (2): 2009, 2011
- Победител в Жоан Гампер Трофи (3): 2008, 2010, 2011

Байерн Мюнхен
- Шампион на Германия (3): 2013/14, 2014/15, 2015/16
- Победител в Купата на Германия (2): 2013/14, 2015/16
- Победител в Суперкупата на УЕФА (1): 2013
- Победител на Световното клубно първенство (1): 2013
- Победител в турнира Ауди къп (3): 2013, 2014, 2015
- Победител в турнира Телеком къп (2): 2013, 2014
- Победител за купата Ули Хьонес (1): 2013

ФК Манчестър Сити
- Шампион на Англия (5): 2017/18, 2018/19, 2020/21,  2021/22, 2022/23
- Купа на Англия (2): 2018/19, 2022/23
- Къмюнити Шийлд (2): 2018, 2019
- Купа на футболната лига (4): 2017/18, 2018/19, 2019/20, 2020/21
- Шампионска лига  (1): 2023